# Ipomoea arborescens
Ipomoea arborescens – gatunek drzewa należący do rodziny powojowatych. Pochodzenie: suche tereny górskie Meksyku. Lokalna nazwa: cazahuate.

## Przypisy

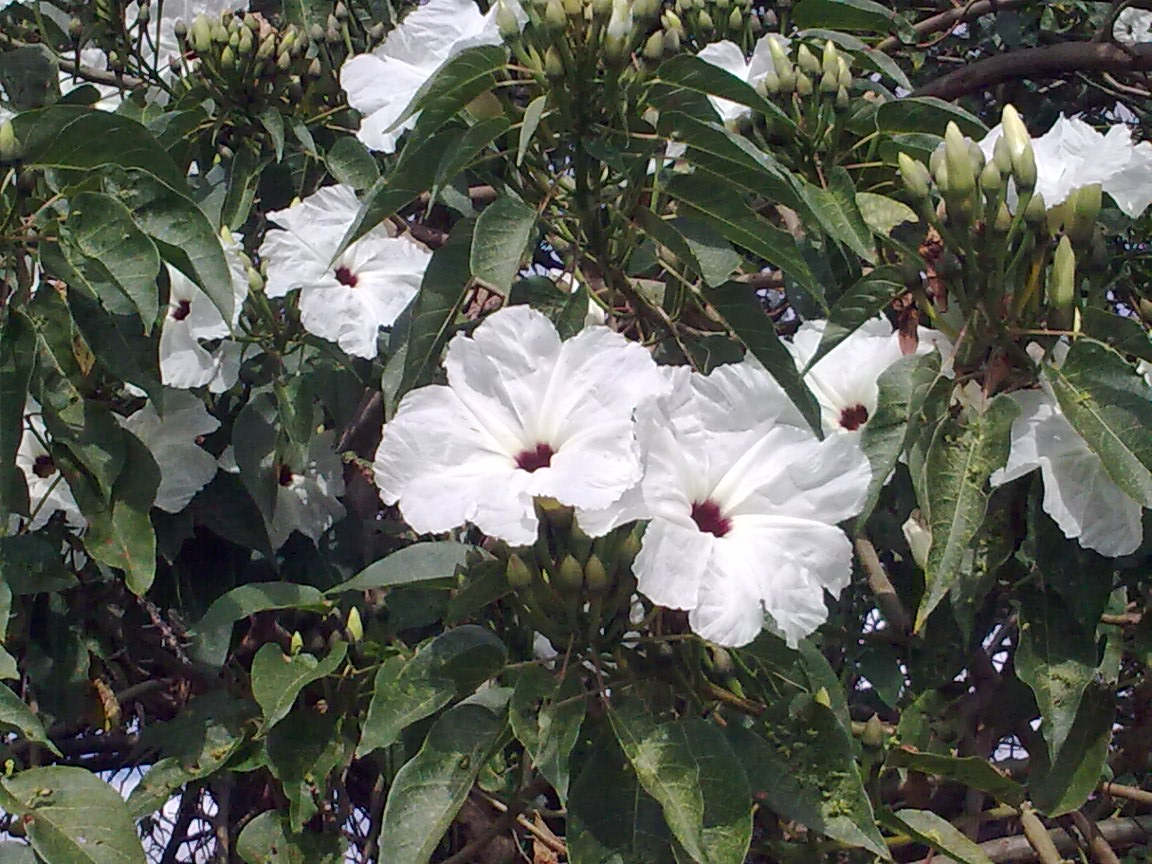
Kwiaty

## Morfologia
PokrójNiewielkie drzewo, o wysokości do 4 m. Korona szeroka.
LiścieO długości 15 cm, podługowate, wąskie.
KwiatyBiałe, o średnicy do 10 cm.
OwocStrąk koloru brązowego